# Black & Blue
Black & Blue ist das vierte Studioalbum der US-amerikanischen Gesangsgruppe Backstreet Boys. Es erschien am 21. November 2000 bei Jive Records. Es wurde ca. elf Millionen Mal verkauft.

## Titelliste
1. The Call (Max Martin, Rami Yacoub) – 3:24
2. Shape of My Heart (Max Martin, Rami Yacoub, Lisa Miskovsky) – 3:50
3. Get Another Boyfriend (Max Martin, Rami Yacoub) – 3:05
4. Shining Star (Franciz & LePont, Nick Carter, Howie Dorough) – 3:22
5. I Promise You (With Everything I Am) (Dan Hill) – 4:23
6. The Answer to Our Life (Nick Carter, Howie Dorough, Brian Littrell, AJ McLean, Kevin Richardson) – 3:18
7. Everyone (Kristian Lundin, Andreas Carlsson) – 3:30
8. More Than That (Franciz & LePont, Adam Anders) – 3:44
9. Time (Nick Carter, Howie Dorough, Brian Littrell, AJ McLean, Kevin Richardson) – 3:55
10. Not for Me (Kristian Lundin, Jake Schulze, Andreas Carlsson) – 3:15
11. Yes I Will (AJ McLean, Brian Kierulf, Josh Schwartz) – 3:50
12. It’s True (Max Martin, Andreas Carlsson, Kevin Richardson) – 4:13
13. How Did I Fall in Love with You (Franciz & LePont, Howie Dorough, Calum MacColl, Andrew Fromm) – 4:04

## Kommerzieller Erfolg

### Chartplatzierungen

#### Album
| ChartsChartplatzierungen       | Höchstplatzierung | Wochen |
| ------------------------------ | ----------------- | ------ |
| Deutschland (GfK)              | 1 (17 Wo.)        | 17     |
| Österreich (Ö3)                | 3 (14 Wo.)        | 14     |
| Schweiz (IFPI)                 | 1 (17 Wo.)        | 17     |
| Vereinigte Staaten (Billboard) | 1 (42 Wo.)        | 42     |
| Vereinigtes Königreich (OCC)   | 13 (15 Wo.)       | 15     |

| ChartsJahrescharts (2000) | Platzierung |
| ------------------------- | ----------- |
| Deutschland (GfK)         | 62          |
| Schweiz (IFPI)            | 40          |

| ChartsJahrescharts (2001) | Platzierung |
| ------------------------- | ----------- |
| Deutschland (GfK)         | 73          |
| Österreich (Ö3)           | 63          |
| Schweiz (IFPI)            | 60          |

### Singles
| Jahr | Titel             | Höchstplatzierung, Gesamtwochen, AuszeichnungChartplatzierungen (Jahr, Titel, , Platzierungen, Wochen, Auszeichnungen, Anmerkungen) | Höchstplatzierung, Gesamtwochen, AuszeichnungChartplatzierungen (Jahr, Titel, , Platzierungen, Wochen, Auszeichnungen, Anmerkungen) | Höchstplatzierung, Gesamtwochen, AuszeichnungChartplatzierungen (Jahr, Titel, , Platzierungen, Wochen, Auszeichnungen, Anmerkungen) | Höchstplatzierung, Gesamtwochen, AuszeichnungChartplatzierungen (Jahr, Titel, , Platzierungen, Wochen, Auszeichnungen, Anmerkungen) | Höchstplatzierung, Gesamtwochen, AuszeichnungChartplatzierungen (Jahr, Titel, , Platzierungen, Wochen, Auszeichnungen, Anmerkungen) | Anmerkungen                                               |
| Jahr | Titel             | DE | AT | CH | UK | US | Anmerkungen                                               |
| ---- | ----------------- | --- | --- | --- | --- | --- | --------------------------------------------------------- |
| 2000 | Shape of My Heart | DE2 (13 Wo.)DE | AT4 (14 Wo.)AT | CH1 (21 Wo.)CH | UK4 (12 Wo.)UK | US9 (20 Wo.)US | Erstveröffentlichung: 3. Oktober 2000 Verkäufe: + 720.000 |
| 2001 | The Call          | DE17 (9 Wo.)DE | AT23 (8 Wo.)AT | CH30 (13 Wo.)CH | UK8 (7 Wo.)UK | US52 (6 Wo.)US | Erstveröffentlichung: 6. Februar 2001 Verkäufe: + 20.000  |
| 2001 | More Than That    | DE25 (9 Wo.)DE | AT27 (10 Wo.)AT | CH28 (14 Wo.)CH | UK12 (5 Wo.)UK | US27 (20 Wo.)US | Erstveröffentlichung: 8. Mai 2001 Verkäufe: + 10.000      |

### Auszeichnungen für Musikverkäufe
| Land/Region                  | Auszeichnungen für Musikverkäufe (Land/Region, Auszeichnung, Verkäufe) | Verkäufe   |
| ---------------------------- | ---------------------------------------------------------------------- | ---------- |
| Argentinien (CAPIF)          | Platin                                                                 | 60.000     |
| Australien (ARIA)            | Platin                                                                 | 70.000     |
| Belgien (BRMA)               | Gold                                                                   | 25.000     |
| Brasilien (PMB)              | Platin                                                                 | 250.000    |
| Dänemark (IFPI)              | Platin                                                                 | 50.000     |
| Deutschland (BVMI)           | 3× Gold                                                                | 450.000    |
| Finnland (IFPI)              | Gold                                                                   | 26.601     |
| Japan (RIAJ)                 | 3× Platin                                                              | 600.000    |
| Kanada (MC)                  | Diamant                                                                | 1.000.000  |
| Mexiko (AMPROFON)            | 2× Platin                                                              | 300.000    |
| Neuseeland (RMNZ)            | Platin                                                                 | 15.000     |
| Niederlande (NVPI)           | Platin                                                                 | 80.000     |
| Norwegen (IFPI)              | Gold                                                                   | 25.000     |
| Österreich (IFPI)            | Gold                                                                   | 25.000     |
| Portugal (AFP)               | Platin                                                                 | 40.000     |
| Schweden (IFPI)              | Platin                                                                 | 80.000     |
| Schweiz (IFPI)               | Platin                                                                 | 50.000     |
| Spanien (Promusicae)         | 2× Platin                                                              | 200.000    |
| Uruguay (CUD)                | Platin                                                                 | 6.000      |
| Vereinigte Staaten (RIAA)    | 8× Platin                                                              | 8.000.000  |
| Vereinigtes Königreich (BPI) | Gold                                                                   | 100.000    |
| Insgesamt                    | 6× Gold · 25× Platin · 1× Diamant ·                                    | 11.412.000 |

Hauptartikel: Backstreet Boys/Auszeichnungen für Musikverkäufe